# Cristina Zavalloni
Cristina Zavalloni (1973, Bolonya) és una cantaire i compositora contemporània italiana, que conrea estils com el jazz i la música experimental i avantguardista.

## Formació
Llicenciada en llengües modernes, ja durant els anys d'estudi lingüístic duia al dedins la pruïja de la música i en obtenir la llicenciatura decideix de dedicar-s'hi professionalment. Començà tot seguit estudis de cant i composició clàssica tot enllaçant-los amb el seu encuriosiment per la dansa contemporània.
Als anys noranta s'apropa al jazz prenent part en els seminaris estiuencs de Siena Jazz i Umbria Jazz i en 1993 participa en un curs de formació professional promogut per la CEE mercès al qual entrà a formar part de l'OFP ORCHESTRA amb el doble paper de compositora i cantant.
L'any 1994 inicià estudis de cant líric i s'interessa també per la música contemporània i la composició no jazzístiques. L'any 2000 serà fonamental en la seva formació lírica en fer coneixença de Michelangelo Curti. Paral·lelament estudià composició clàssica al conservatori G. B. Martini de Bolonya fins a l'any 1999.

## Trajectòria professional
Artista polifacètica, la seva habilitat alhora que la seva educació musical li permeten interpretar música clàssica tan bé com jazz. Com a intèrpret de jazz ha participat en festivals internacionals com el Montreux Jazz Festival, el North Sea Jazz Festival, el Free Music Jazz Festival (Antwerpen), el Moers Music a Bimhuis (Amsterdam), el Umbria Jazz i el London Jazz Festival. Amb caràcter de cantant clàssica ha actuat al Lincoln Center (Nova York), al Concertgebouw (Amsterdam), al Teatro alla Scala (Milà), al Palau de la Música (Barcelona), al Barbican Center (Londres), al New Palace of Arts (Budapest), a l'Auditorium Parco della Musica (Roma) i al Walt Disney Hall (Los Angeles).
La nòmina de directors amb qui ha treballat inclou Martyn Brabbins, Stefan Asbury, Reinbert De Leeuw, Oliver Knussen, David Robertson, Jurjen Hempel i Georges-Elie Octor. També ha actuat com a solista per a la London Sinfonietta, la BBC Symphony Orchestra, el Schoenberg Ensemble, els Sentieri Selvaggi, la MusikFabrik, l'Orkest De Volharding, l'Orchestra della RAI (Torí) i per a la Los Angeles Philharmonic.

### Zavalloni com a musa de compositors
Interessada així mateix en la música contemporània, i tot continuant una certa tradició de la cantant lírica com a inspiradora de compositors, Cristina Zavalloni ressegueix les petjades de l'artista d'origen armeni Cathy Berberian, que fou musa de Luciano Berio i de l'holandès Louis Andriessen. Amb aquest darrer la Zavalloni col·labora estretament de fa uns quants anys, i la llista de les obres que ha escrit especialment per a ella inclou:
- Passeggiata in tram per l'America e ritorno ("Passejada amb tramvia per Amèrica i tornada"), 2001, basada en un text de Dino Campana dels Canti Orfici. És una peça per a veu italiana femenina, 3 trompetes, 3 trombons, guitarra elèctrica, violí electric, contrabaix, piano i percussió.
- La Passione ("La passió"), 2000-02, basada també en un text de Dino Campana dels Canti Orfici, és una peça per a veu jazzística femenina, violí i petita orquestra integrada per 7 vents, 7 metalls, guitarra elèctrica, cimbalom, 2 pianos, un sintetitzador, doble percussió, 3 violins i guitarra baix).
- Inanna, 2003, basada en texts de Hal Hartley i Theo J.H. Krispijn, és una òpera per a 4 veus, 3 actors, cor mixt, clarinet contrabaix, 4 saxofons, violí i una filmació de Hal Hartley simultània. Cristina Zavalloni fa el paper principal de la reina sumèria Inanna. El llibret és de Hal Hartley i la direcció a càrrec de Paul Koek.
- Letter from Cathy, 2003, basat en una carta que la cantaire d'origen armeni Cathy Berberian adreçà a Andriessen, és una peça per a veu femenina jazzística, arpa, violí, contrabaix, piano i percussió.
- Racconto dall'Inferno, 2004, basada en l'Infern de Dante Alighieri, és una peça per a veu jazzística femenina i petita orquestra integrada per 8 vents, 6 metalls, guitarra, cimbalom, 2 pianos, doble percussió, 8 cordes, i guitarra baix.

Altres compositors per als qui serví d'inspiració i que compongueren obres per a ella són:
- Michael Nyman, que compongué per a ella l'obra Acts of beauty
- Cornelis de Bondt, que li compongué Gli tocca la mano
- Paolo Castaldi, que escrigué per a ella A fair mask for her
- Gavin Bryars

### Activitat recent

#### 1994
Amb l'Open Quartet, amb el qual publicarà durant els següents anys tres discs:
- Danse à rebours ("Dansa a l'inrevés") - Y.V.P. Records.
- Come valersi non servilmente di Bertold Brecht - CMC.
- When you go yes is yes - Felmay.

Sovintegen el quartet hostes com el francès Michel Godard, a la tuba, o Yves Robert i Gianluca Petrella, al trombó. La formació volta sovint per Europa: Alemanya, Suïssa, Països Baixos (Romania).

#### 1995
Entra a fer part de l'associació Bassesfere ("Baixesesferes"), que promou la música improvisada i on es poden trobar músics italians de darrera lleva, com ara Fabrizio Puglisi, Stefano de Bonis, Guglielmo Pagnozzi, Edoardo Marraffa, Domenico Caliri, Alberto Capelli, Francesco Cusa, Mirko Sabatini o Riccardo Pittau.
Dins d'aquesta associació duu a terme activitats durant cinc anys i n'infanta tres discs, tots sota el segell BassesfeREC:
- Catalogo Bassesfere I e II.
- New original soundtrack for AURORA, amb Francesco Cusa i dins del projecte Impasse, és una banda sonora improvisada per al film de Friedrich Wilhelm Murnau Sonnenaufgang – Lied von zwei Menschen ("Aurora - Una cançó per a dos humans").
- Scoiattoli Confusi - ("Esquirols confusos"), amb el pianista Stefano de Bonis.

Fruit de la recerca del grup i del projecte Impasse, també fa sortir a llum amb Francesco Cusa el disc Su Jacques Prévert, publicat per la discogràfica Spasc(h).

#### 1997
La seva carrera operística pren cos amb el primer paper (Lucilla) a l'òpera La scala di seta de Gioacchino Rossini al Teatro Comunale de Bolonya.
Amb el grup E.C.O. Ensemble, interpreta "Pierrot Lunaire" d'Arnold Schönberg al Teatro Verdi de Pisa, que posteriorment rodarà per Livorno, Bolonya, Massa Carrara i Termoli.
Tornarà més tard a la mateixa interpretació amb diferents grups a Cesena, Palerm i Nàpols.

#### 1998
Interpreta el doble paper de Justine i de Juliette, protagonista de "La Passion selon Sade" del compositor italià Sylvano Bussotti. La tournée de la representació arriba a Alexandria, Nàpols, Torí, Bolonya, Bergamo, Reggio Emilia i Den Haag (Holanda). La direcció del muntatge va a càrrec de Luca Valentino i Caludio Lugo.
En aquest any també debuta amb la formació italo-francesa Assemblage, resultat de la col·laboració de la AMJ italiana i l'AFIJMA francesa. Participen en el Festival romà "Una striscia di terra feconda" ("Una franja de terra feconda") i al Festival "Rumori Mediterranei" ("Remors mediterranis") de Roccella Jonica.

#### 1999
Aquest és l'any del començament de la col·laboració amb el compositor holandès Louis Andriessen, que s'enceta amb la primícia de l'estrena de la peça Passeggiata in tram per l'America e ritorno ("Passejada amb tramvia per Amèrica i tornada", basada en un text de Dino Campana) al Concertgebouw d'Amsterdam. L'acompanya la Big Band de la institució, dirigida per Juriel Hempel, i amb Monica Germino sonant el violí solista.
Suposaria l'enraigament d'una fructífera col·laboració amb el cèlebre compositor holandès.
Repeteix amb la mateixa peça a Londres amb la London Sinfonietta i Diego Masson a la direcció. El recital incluiria també l'estrena d'una altra peça de Gavin Bryars, When Harry met Addy.
Pel juny torna a Amsterdam amb Monica Germino, Misha Mengelberg i Juus Janssen per retre homenatge a Louis Andriessen en el seu 60e anniversari. I a les acaballes de l'any presenta al Barbican Centre de Londes un treball fruit de la col·laboració entre Louis Andriessen i Peter Greenway, M is Man, Music & Mozart, acompanyada de la BBC Symphony Orchestra, i dirigida per Maryn Brabbins.

#### 2000
Al mes d'abril presenta al Festival Cassero 2000 el nou projecte musical Pas d'Oiseau, ensems amb el percussionista suís Pierre Favre, el baixista i vocalista Vincenzo Vasi i la dansaire Carla Vannucchi que llueix vestits especialment dissenyats per a l'obra per Sonia Bianchi.
Per maig presenta al Bimhuis d'Amsterdam el nou disc Scoiattoli confusi ("Esquirols confusos"), sota el segell BassesfeREC, disc que suposa l'encetament de la col·laboració amb el pianista Stefano de Bonis. La resta de l'any combinarà una tournée de presentació del disc arreu d'Europa i el Mediterrani amb altres compromisos, com ara la presentació de la nova peça d'Andriessen The descent of Inanna.

#### 2001
Per març participa en l'enregistrament del disc Minotrauma' (Leo Records), conjuntament amb Yves Robert, del conjunt Dolmen Orchestra, dirigit per Nicola Pisani.
El mes de juliol arriba a Barcelona per fer el paper de protagonista de l'òpera Eurídice' ("Eurídice i els titelles de Caront") del compositor català Joan Albert Amargós i Altisent al Convent dels Àngels dins la programació del Festival Grec de Barcelona. La direcció escènica és a càrrec de Luca Valentino, la musical a càrrec del mateix Amargós, el llibret de Toni Rumbau, que a més a més s'encarrega de manipular els titelles i de donar-hi veu, i la música a càrrec de l'orquestra Barcelona 216. La mateixa òpera serà representada a Lörrach (juliol de 2002) i Ludwigshaven (novembre de 2002).
Aquest mateix any participa en la producció de Camera Obscura, un projecte del compositor italià Marco de Bari emmarcat dins el programa de la comissió del Settore Musica de la Biennal de Venècia. La direcció va a càrrec d'Andrea Taddei i el llibret és de Marco de Bari i Maurizio Vitta. L'òpera s'estrena al Teatro alle Tese - Arsenale, i es representa després al Teatro Lirico de Trieste.

#### 2002
El 2002, Andriessen compongué una peça, La Passione, pensada específicament per a ella i la violinista Monica Germino. Aquesta cançó es basa en els Canti Orfici del poeta Dino Campana.

## Discografia personal i col·laboracions amb altres artistes
| Any  | Àlbum                                                                                                  | Formació                                    | Segell discogràfic                |
| ---- | --- | ------------------------------------------- | --------------------------------- |
| 1994 | Amaremandorle - ("Amargosesametlles")                                                                  | T.A.O.                                      | YVP Music                         |
| 1996 | Danse à rebours - ("Dansa a l'inrevés")                                                                | Cristina Zavalloni Open Quartet             | YVP Music                         |
| 1997 | Su Jacques Prévert - ("Sobre Jacques Prévert")                                                         | Francesco Cusa Impasse                      | SPALSC(H) Records                 |
| 1998 | Come valersi non servilmente di Bertold Brecht - ("Com fer-se servir de Bertold Brecht no servilment") | Cristina Zavalloni Open Quartet             | CMC                               |
| 1999 | Catalogo Bassesfere I e II                                                                             | Bassesfere                                  | BassesfeREC                       |
| 2000 | New original soundtrack for AURORA - ("Nova banda sonora original per a AURORA")                       | Francesco Cusa & Cristina Zavalloni Impasse | BassesfeREC                       |
| 2001 | Scoiattoli confusi - ("Esquirols confusos")                                                            | Cristina Zavalloni & Stefano de Bonis       | BassesfeREC                       |
| 2001 | Minotrauma                                                                                             | Dolmen Orchestra                            | Leo Records                       |
| 2002 | Bad Blood                                                                                              | Sentieri Selvaggi                           | Sensible Records                  |
| 2002 | Matri mia                                                                                              | Banda Ionica                                | Felmay                            |
| 2003 | Cristina Zavalloni                                                                                     | Cristina Zavalloni                          | Radio Popolare & Sensible Records |
| 2004 | When you go yes is yes                                                                                 | Cristina Zavalloni Open Quartet             | Felmay                            |
| 2004 | Other directions                                                                                       | Nicola Conte                                | Blue Note                         |
| 2005 | Der Kastanienball, The Fall of Lucretia Borgia                                                         | Diversos artistes                           | Winter&Winter                     |
| 2006 | Acts of beauty / Exit no exit                                                                          | Michael Nyman                               | Mn                                |
| 2006 | Idea                                                                                                   | Cristina Zavalloni                          | Egea Records                      |
| 2008 | Tilim-bom                                                                                              | Cristina Zavalloni                          | Egea Records                      |